# (1998) Titius
(1998) Titius – planetoida z pasa głównego asteroid okrążająca Słońce w ciągu 3 lat i 280 dni w średniej odległości 2,42 j.a. Została odkryta 24 lutego 1938 roku w Landessternwarte Heidelberg-Königstuhl w Heidelbergu przez Alfreda Bohrmanna. Nazwa planetoidy pochodzi od Johanna Titiusa (1729–1796), niemieckiego astronoma. Przed jej nadaniem planetoida nosiła oznaczenie tymczasowe (1998) 1938 DX1.